# Akatorea gracilis
Akatorea gracilis là một loài nhện trong họ Amphinectidae. Loài này phân bố ở New Zealand.